# 조엘 바츠
조엘 바츠(프랑스어: Joël Bats, 1957년 1월 4일, 아키텐 지방 몽-드-마르상 ~)는 프랑스의 전직 프로 축구 선수로, 현역 시절 골키퍼로 활약했다. 그는 현역 시절 전부를 모국 프랑스에서만 보냈는데, 553번의 공식 경기에 출전했고, 이 중 504번의 경기를 1976년부터 1992년까지 소쇼, 오세르, 그리고 파리 생-제르맹 소속으로 출전했다. 그는 프랑스 국가대표팀 경기에도 50번 출전했는데, 35번의 공식전에서, 15번은 친선전에서 출전했다.

## 클럽 경력

### 소쇼
바츠는 소쇼의 유소년부에 입단해 축구를 시작했다. 그는 1974년 여름까지 소쇼의 U-19 선수단에 소속되었다. 그는 1974-75 시즌을 기점으로 소쇼의 1군에 합류했다. 바츠는 1974-75 시즌과 1975-76 시즌에 소속 구단의 2군에서만 활약했다. 1976년, 바츠는 구단의 1군으로 공식 승격되어 이후 알베르 뤼스와 4년 동안 출전 시간을 놓고 경쟁을 벌였고, 두 선수는 경기마다 돌아가며 출전했다. 바츠는 1979-80 시즌까지 소쇼에 남았다.

### 오세르
1980년 여름, 바츠는 오세르로 이적했는데, 앞서 1979-80 시즌에 디비시옹 2 우승을 거두며 1980-81 시즌에 디비시옹 1 신고식을 앞두고 있었다. 그는 부동의 주전 선수로 5년 동안 오세르의 골문을 지켰다.

### 파리 생-제르맹
1985년 여름, 바츠는 파리 생-제르맹에 합류했다. 파리지앵은 1986년에 첫 디비시옹 1 우승을 이룩했다. 바츠는 파리 생제르맹의 주전 수문장으로 7년을 활약했다. 그는 286번의 공식 경기에 1991-92 시즌 은퇴하기 전까지 활약했다.

## 국가대표팀 경력
1983년 9월 7일, 바츠는 1-3으로 패한 덴마크와의 친선경기에 첫 프랑스 성인 국가대표팀 첫 경기를 치렀다.
바츠는 안방에서 열린 유로 1984 본선에 프랑스 선수단에 이름을 올렸다. 그는 프랑스가 출전한 5번의 본선 경기에 모두 출전했다. 바츠는 준결승전에서 가장 빛났는데, 포르투갈과의 준결승전에서 수 차례 선방을 선보이며 연장전 끝에 3-2로 이기는 데 공을 세웠고, 프랑스는 뒤이어 스페인과의 결승전에서 2-0으로 이기고 프랑스 국가대표팀의 첫 주요 대회 우승으로 앙리 들로네를 들어올렸다. 대회 종료 후, 바츠는 안정적이고 믿음직한 수문장으로 통했다. 그는 뒤이어 1989년에 국가대표팀에서 은퇴하기 전까지 프랑스의 부동의 골키퍼로 활약했다.
바츠는 1986년 월드컵 예선 8경기에 모두 출전했고, 프랑스는 유럽 예선 조를 1위로 통과했다. 1986년 월드컵에서도 바츠는 프랑스의 조별 리그 3경기, 16강전, 8강전, 그리고 준결승전에 매 분을 소화했다. 본선에서, 그는 브라질과의 8강전에서 지쿠가 정규 시간 후반전에 찬 페널티킥을 막아세웠고, 승부차기 주자로 나선 소크라치스를 막아냈다. 그러나, 그는 본인 답지 않게 서독과의 준결승전에서 안드레아스 브레메의 프리킥을 손에서 떨어뜨려 실점했고, 결과는 프랑스의 0-2 패배였다.
바츠는 유로 1988 예선전 8경기에 모두 출전했고, 1990년 월드컵 예선전에서도 8경기를 모두 출전했다. 프랑스는 앞의 두 대회에서 모두 본선 진출에 실패했다. 바츠는 프랑스 국가대표팀 역사상 첫 50경기 출전을 기록한 골키퍼로 2-0으로 이긴 1989년 11월 18일자 2-0으로 이긴 키프로스와의 1990년 월드컵 예선전 안방 경기에서 기록했다. 그는 프랑스 국가대표팀에서의 마지막 국가대표팀 경기에 90분을 모두 소화했다.

## 감독 경력

### 파리 생-제르맹
바츠는 파리 생-제르맹의 기술진을 역임하며 아르투르 조르즈를 보좌할 골키퍼로 1992년부터 1994년까지 보좌했고, 이후 1994년부터 1996년까지 루이스 페르난데스의 수석 코치였다. 바츠는 1996년 6월에 히카르두 고메스와 공동 감독으로 부임했다. 파리 생제르맹은 1997-98 시즌 쿠프 드 프랑스와 쿠프 드 라 리그를 우승했지만, 리그에서는 실망스러운 성적을 거두어 바츠와 고메스 모두 1998년 6월에 알랭 지레스에게 바통을 넘겨야 했다.

### 샤토루
바츠는 잠깐 디비시옹 2의 샤토루의 감독을 1998년 7월부터 1999년 9월까지 역임했지만, 큰 성과를 내지 못했다. 그 15개월 동안, 샤토루는 공식 경기 승률이 32%에 불과했다.

### 리옹
2000년 여름, 바츠는 리옹의 골키퍼 코치로 취임해 이 직위를 2017년 12월까지 맡았다. 그는 리옹에서 17년을 머무르면서 그레고리 쿠페, 위고 요리, 그리고 로페스|앙토니 로페 3명의 골키퍼를 지도했고, 이들은 모두 성인 국가대표팀의 수문장으로 활약했다. 바츠는 본래 2019년까지 리옹과 계약했지만, 구단은 조기에 떠날 수 있도록 구단의 허락을 받아 메이저 리그 사커의 앵팍 몽레알을 지휘하는 레미 가르드 전 리옹 감독과 재회했다.

## 사생활
바츠는 1982년 여름에 고환암 판정을 받았지만, 수술을 받고 빠르게 회복했다. 투병 중, 그는 시를 몇 편 썼고, 2권의 시집을 출판했다.
1986년, 바츠는 자신이 쓴 시를 작곡하여 당신 밤의 파수꾼(Gardien de tes Nuits) 음반을 발매했다. 그 해 말, 그는 아동곡(시를 기반으로 작곡) 달팽이(L'Escargot), 신파극 발라드 고독함(Soli Solitude)과 내가 날더라도(Même si je m’envole)  단곡 3편을 발매했다.

## 수상
파리 생-제르맹
- 디비시옹 1: 1985–86

프랑스
- 유럽 선수권 대회: 1984
- 코파 아르테미오 프란키: 1985
- 월드컵 3위: 1986